# Siat
Siat foi uma comuna da Suíça, no Cantão Grisões, com cerca de 195 habitantes. Estendia-se por uma área de 13,48 km², de densidade populacional de 14 hab/km². Confinava com as seguintes comunas: Elm (GL), Pigniu, Rueun, Ruschein, Schnaus.
A língua oficial nesta comuna era o Romanche.

## História
Em 1 de janeiro de 2009, passou a formar parte da nova comuna de Ilanz/Glion.